# Fthiótida
Fthiótida (novořecky: Φθιώτιδα) je moderní řecká regionální jednotka, nacházející se ve Středním Řecku v okolí jeho hlavního města Lamie okolo zálivu Malia při ohybu Euboiského průlivu naproti severnímu pobřeží ostrova Euboia. Má rozlohu 4440 km². V roce 2011 ve Fthiótidě žilo 158 231 obyvatel. Z významných míst antiky se ve Fthiótidě nachází např. termální lázně Thermopyly.

## Správní členění
Regionální jednotka Fthiótida se od 1. ledna 2011 člení na 7 obcí:

Obce v regionální jednotce Fthiótidě

| číslo na mapce | Obec                     | řecky                            | rozloha (km²) | počet obyvatel | hustota zalidnění | sídlo obce    |
| -------------- | ------------------------ | -------------------------------- | ------------- | -------------- | ----------------- | ------------- |
| 1              | Lamia                    | Δήμος Λαμιέων                    | 947,00        | 75 315         | 79,53             | Lamia         |
| 2              | Amfikleia-Elateia        | Δήμος Αμφίκλειας - Ελάτειας      | 493,50        | 10 922         | 22,13             | Kato Tithorea |
| 3              | Domokos                  | Δήμος Δομοκού                    | 694,97        | 11 495         | 16,54             | Domokos       |
| 4              | Lokroi                   | Δήμος Λοκρών                     | 614,70        | 19 623         | 31,92             | Atalanti      |
| 5              | Makrakomi                | Δήμος Μακρακώμης                 | 836,60        | 16 036         | 19,17             | Spercheiada   |
| 6              | Molos-Agios Konstantinos | Δήμος Μώλου - Αγίου Κωνσταντίνου | 337,30        | 12 090         | 35,84             | Kamena Vourla |
| 7              | Stylida                  | Δήμος Στυλίδας                   | 463,90        | 12 750         | 27,48             | Stylida       |